# يسري الجمل
يسري صابر حسين الجمل والشهير بـ يسري الجمل الوزير السابق للتربية والتعليم المصري من مواليد (25 سبتمبر 1947 م)، حصل على بكالوريوس الهندسة الكهربائية من جامعة الإسكندرية سنة 1968م بمرتبة الشرف. وبعد نحو عشر سنوات من تخرجه من الكلية حصل على الماجستير في علوم الحاسب من جامعة عين شمس سنة 1977 م. حصل سنة 1985 م على شهادة الدكتوراة في علوم الحاسب من جامعة جورج واشنطن.

## المناصب والمسؤوليات
- التحق بالعمل كمعيد باحث بقسم المفاعلات النووية بهيئة الطاقة الذرية عام 1971
- حصل على دبلوم الإلكترونيات النووية من الوكالة الدولية للطاقة الذرية IAEA عام 1972
- في عام 1977 حصل على درجة الماجستير في هندسة الحاسبات من كلية الهندسة جامعة عين شمس والتحق في نفس العام بالأكاديمية العربية للعلوم والتكنولوجيا والنقل البحري كمحاضر لأجهزة القياس والتحكم الآلي
- حصل عام 1984 على جائزة ريتشارد ميروين (بالإنجليزية: Richard Merwin Reward)‏ لأفضل باحث لدرجة الدكتوراه
- وفي عام 1987 تم تعيينه رئيسا لقسم هندسة الإلكترونيات والحاسب حيث قام بتطوير المقررات الدراسية تمهيدا لمنح الدرجات العلمية في مجال هندسة الحاسبات
- شغل منصب نائب رئيس الأكاديمية لشئون التعليم والبحث العلمي اعتبارا من سبتمبر عام 1997 حتى ديسمبر 2005
- عين وزيرا للتربية والتعليم اعتبارا من 31/12/2005
- أقيل من منصبه الوزاري في 3 يناير 2010 وعين بدلا منه الدكتور أحمد زكي بدر وزيرا للتعليم

## أهم الإنجازات العلمية
- تنظيم 15 مؤتمر دولي في علوم وتقنيات الحاسب
- إنشاء الكادر الأكاديمى لأعضاء هيئة التدريس بالأكاديمية العربية للعلوم والتكنولوجيا والنقل البحري
- تنظيم اعتماد الدرجات العلمية من الهيئات المحلية والدولية [2]

## انتقادات وجهت له
يعتقد الكثير من المعلمين [من؟] أنه أسوأ من تولي منصب وزير التربية والتعليم وذلك لانه قام بإهانتهم وتعريضهم لامتحانات مهينة في اختبارات كادر المعلمين ووصفه البعض بأنه سوف يتسبب في تدهور حال التعليم الثانوي في مشروع الثانوية العامة الجديد.

## إقاله الدكتور يسري الجمل
قي يوم 3 يناير 2010 أصدرالرئيس السابق «محمد حسني مبارك» قرارا بإقاله الدكتور يسري الجمل من منصبه كوزيرا للتعليم وتعيين الدكتور أحمد زكي بدر وزيرا للتربيه والتعليم.